# Tá Tudo Certo
Tá Tudo Certo é uma minissérie brasileira de comédia romântica musical, idealizada e dirigida por Felipe Simas e produzida pela Non Stop e Formata Produções e Conteúdo para o Disney+. Com roteiros de  Felipe Simas, Raphael Montes e Rubel, direção geral de Felipe Simas, direção de cena de Rodrigo César e Mayara Constantino, a série estreou em 12 de abril de 2023 e é estrelada por Pedro Calais e Ana Caetano. Em 27 de maio do mesmo ano, apesar do enorme sucesso de público e de crítica, a Disney removeu a série da plataforma juntamente com outras dezenas de produções originais do catálogo devido à restruturações internas.

## Enredo
Pedro sonha em se tornar um músico famoso. Por acaso conhece a cantora e compositora Ana, que lhe mostra a diversidade da vida e da música. Em sua jornada, Pedro começa a repensar sua definição de sucesso e precisa lidar com o que deseja para seu próprio futuro.

## Elenco
| Intérprete    | Personagem              |
| ------------- | ----------------------- |
| Pedro Calais  | Pedro Calais Costa      |
| Ana Caetano   | Ana Caetano Costa (Ana) |
| Vitão         | Victor (Vitão)          |
| Toni Garrido  | Toni                    |
| Clara Buarque | Clara                   |
| Cynthia Senek | Cíntia Weber            |
| Julia Mestre  | Julia                   |
| Gita Delavy   | Gita Caetano            |
| Agnes Nunes   | Agnes                   |
| Rubel         | Rubel                   |
| Lucas Mamede  | Lucas                   |
| F.EIO         | Jottapê                 |

Participações Especiais
| Intérprete      | Personagem |
| --------------- | ---------- |
| Banda Hotelo    |            |
| O Grilo         |            |
| OutroEu         |            |
| Gabriel Zoldan  | Gabriel    |
| Sérgio Loroza   | Serjão     |
| Sandra de Sá    | Sandra     |
| Manu Gavassi    | Manu       |
| Vitória Falcão  | Ela mesma  |
| Rayssa Leal     | Ela mesma  |
| Nina Fernandes  | Ela mesma  |
| Benjamin Damini | Ele mesmo  |